# Västmanland
Västmanland (švédsky Västmanlands län) je kraj ve středním Švédsku. Sousedí s kraji Södermanland, Örebro, Gävleborg, Dalarna a Uppsala. Ke kraji patří také část pobřeží a plochy jezer Mälaren (třetí největší jezero Švédska) a Hjälmaren (čtvrté největší jezero Švédska), obě na jihu kraje. Současný kraj (švédsky län) Västmanland se rozkládá přibližně na východní polovině historické provincie Västmanland, zatímco západní část bývalé provincie zaujímá kraj Örebro. Ale stejně jako v jiných případech, území dnešních krajů  Västmanland a Örebro se nekryje přesně s územím někdejší provincie (švédsky landskap).

## Samosprávné obce
|  | Na mapce zcela dole vlevo je část jezera Hjälmaren, dole vpravo je větší jezero Mälaren, území jednotlivých samosprávných obcí je vyznačeno žlutě. Kraj se administrativně dělí na 10 samosprávných obcí (municipalit, švédsky kommuner). Na přelomu roku 2006/2007 byla upravena východní hranice kraje a obec Heby se stala součástí kraje Uppsala. Přirozeným centrem kraje je Västerås. Samotné město mělo v roce 2020 přibližně 130 000 obyvatel (páté až šesté největší město ve Švédsku) a stejnojmenná municipalita 155 426 obyvatel, tedy více než polovinu obyvatel celého kraje. |

| Municipalita    | Obyvatel (2020) |
| --------------- | --------------- |
| Arboga          | 14 022          |
| Fagersta        | 13 271          |
| Hallstahammar   | 16 426          |
| Kungsör         | 8 705           |
| Köping          | 26 170          |
| Norberg         | 5 722           |
| Sala            | 22 876          |
| Skinnskatteberg | 4 374           |
| Surahammar      | 10 082          |
| Västerås        | 155 426         |
| Celkem kraj     | 277 074         |

## Symboly
Västmanland získal znak po historické provincii Västmanland. Pokud je znak zobrazen s královskou korunou, reprezentuje krajskou správní radu.